# 陶季直
陶 季直（とう きちょく、437年 - 511年）は、南朝宋から梁にかけての官僚・隠者。本貫は丹陽郡秣陵県。

## 経歴
宋の中散大夫の陶景仁の子として生まれた。幼くして聡明で、祖父の陶愍祖にことのほか鍾愛された。成長すると、学問を好み、名利に対して淡白であった。桂陽王国侍郎を初任とし、北中郎鎮西行参軍とされたが、いずれも就任せず、当時の人に「聘君」と呼ばれた。尚書令の劉秉が丹陽尹を兼ねると、季直は後軍主簿・丹陽郡功曹として召し出された。望蔡県令として出向したが、しばらくして病のため免官された。ときに劉秉と袁粲は蕭道成の権勢拡大を阻止するため、季直を召し出して策を定めようとした。季直は劉秉らが必ず失敗するだろうと予見して固辞し、赴かなかった。まもなく劉秉らは殺害された。
斉の初年、季直は尚書比部郎となった。褚淵が尚書令となると、もともと季直と仲がよかったため、季直はしきりに司空や司徒の主簿として召し出され、府の事務をゆだねられた。太尉記室参軍に転じた。冠軍司馬・東莞郡太守として出向し、清廉で穏和な統治で知られた。建康に召還されて散騎侍郎に任じられ、左衛司馬を兼ね、鎮西諮議参軍に転じた。斉の武帝が崩御し、西昌侯蕭鸞が尚書令となると、自分に歯向かう者を根絶やしにした。季直はおもねることができなかったので、蕭鸞に忌み嫌われ、輔国長史・北海郡太守として出向させられた。ある人に勧められて蕭鸞に陳謝し、許されて驃騎諮議参軍となり、尚書左丞を兼ねた。建安郡太守に転じ、その統治は安静をたっとんだ。建康に召還されて中書侍郎となった。游撃将軍の号を受け、廷尉を兼ねた。
中興2年（502年）、梁国が建てられると、季直は給事黄門侍郎に転じた。引退を望み、病を口実に辞職して郷里に帰った。同年（天監元年）、家に帰りつくと、太中大夫の位を受けた。天監10年（511年）、家で死去した。享年は75。

## 人物・逸話
- 陶愍祖が4つの箱を前に並べて、孫たちにそれぞれ取らせたことがあった。季直はこのとき4歳であったが、ひとり取らなかった。人がその理由を問うと、季直は「もし賜りものがあれば、まず父や伯父を先にすべきで、行き渡らないうちに孫たちに及ぶことはありません。このため取らなかったのです」と答えた。
- 5歳のときに母を失い、その喪に服したが、哀哭すること成人のようであった。
- 褚淵が死去すると、尚書令の王倹が褚淵に文孝公の諡を贈ろうとした。季直は「文孝は司馬道子の諡なので、よろしくありません。文簡としていただきたい」と願い出た。王倹はこれに従った。さらに季直は褚淵のために碑を立てたいと王倹に願い出た。
- 武帝は季直について「梁は天下を領有しているが、この人のような者を他に見ない」と評した。

## 伝記資料
- 『梁書』巻52 列伝第46
- 『南史』巻74 列伝第64